# Lopou
Lopou  è una città e sottoprefettura della Costa d'Avorio appartenente al dipartimento di Dabou. Conta una popolazione di 30 269 abitanti (censimento 2014).